# 화순우체국
화순우체국(和順郵遞局)은 대한민국 전라남도 화순군 화순읍 만연리에 있는 과학기술정보통신부 우정사업본부 전남지방우정청 소속의 우편물 취급기관이다.

## 연혁
- 1915년 11월 5일: 화순우편소로 개소
- 1928년 11월 5일: 화순우편국으로 승격
- 1945년 8월 1일: 화순우체국으로 명칭 변경
- 1950년 9월 29일: 6.25 사변으로 인하여 청사 소실
- 1951년 2월 1일: 청사소실로 가청사로 이전
- 1957년 4월 7일: 청사신축 이전
- 1975년 1월 1일: 사무관국 승격
- 1975년 6월 30일: 청사신축공사로 가청사 이전 (화순읍 교리 100 산업증산관)
- 1975년 12월 27일: 신청사 준공으로 이전 (화순읍 훈리 47-1)
- 1999년 4월 6일: 신청사 준공 (화순읍 만연리 240-1)
- 2014년 12월 1일: 집배업무 효율화를 위해 이양면, 청풍면 우편구역을 화순우체국으로 통합[1]
- 2020년 4월 6일 : 화순군 북면이 백아면으로 개칭되면서 북면우체국을 화순백아우체국으로 명칭 변경[2], 집배업무 효율화를 위해 우편구역을 다음과 같이 변경 고시[3]

| 변경전     | 변경전                                                                                | 변경전        | 변경후     | 변경후 | 변경후        |
| 배달국     | 배달구역                                                                              | 배달구역      | 배달국     | 배달구역 | 배달구역      |
| 배달국     | 행정구역                                                                              | 구역번호      | 배달국     | 행정구역 | 구역번호      |
| ---------- | ------------------------------------------------------------------------------------- | ------------- | ---------- | --- | ------------- |
| 동복우체국 | 동복면 · 북면 · 이서면                                                                | 58100 ~ 58103 | 화순우체국 | 화순읍 · 동복면 · 능주면 · 이양면 · 이서면 · 동면 · 백아면 · 사평면 · 도곡면 · 춘양면 · 한천면 · 청풍면 · 도암면 | 58100 ~ 58165 |
| 화순우체국 | 화순읍 · 능주면 · 이양면 · 동면 · 사평면 · 도곡면 · 춘양면 · 한천면 · 청풍면 · 도암면 | 58104 ~ 58165 | 화순우체국 | 화순읍 · 동복면 · 능주면 · 이양면 · 이서면 · 동면 · 백아면 · 사평면 · 도곡면 · 춘양면 · 한천면 · 청풍면 · 도암면 | 58100 ~ 58165 |

## 관할 우체국
| 우체국명           | 사진 | 주소                               | 비고 |
| ------------------ | ---- | ---------------------------------- | ---- |
| 능주우체국         |      | 전라남도 화순군 능주면 죽수길 48   |      |
| 도곡우체국         |      | 전라남도 화순군 도곡면 지석로 1126 |      |
| 동복우체국         |      | 전라남도 화순군 동복면 석등길 3    |      |
| 사평우체국         |      | 전라남도 화순군 남면 사호로 271    |      |
| 이양우체국         |      | 전라남도 화순군 이양면 이양로 80   |      |
| 한천우체국         |      | 전라남도 화순군 한천면 한계1길 26  |      |
| 화순대리우편취급국 |      | 전라남도 화순군 화순읍 칠충로 98   |      |
| 화순도암우체국     |      | 전라남도 화순군 도암면 천태로 407  |      |
| 화순동면우체국     |      | 전라남도 화순군 동면 우평4길 5     |      |
| 화순백아우체국     |      | 전라남도 화순군 백아면 학천길 24   |      |
| 화순이서우체국     |      | 전라남도 화순군 이서면 백아로 3124 |      |
| 화순청풍우체국     |      | 전라남도 화순군 청풍면 평지촌길 23 |      |
| 화순춘양우체국     |      | 전라남도 화순군 춘양면 춘양로 87   |      |